# Adolf Razlag
Adolf Razlag, slovenski zdravnik, * 6. januar 1865, Kamnik, † (?) februar 1937, Šanghaj. 
Obiskoval je gimnazijo a je ni končal. Nato je tri leta delal pri odvetniku Ivanu Rudolfu v Slovenskih Konjicah, odpotoval leta 1894 ali 1895 v Združene države Amerike, delal v raznih poklicih in se kot pridigar zdravil v neki newyorški bolnišnici. Postal je bolnišnični strežnik, zaradi svoje spretnosti in na prigovarjanje zdravnikov pa je hkrati študiral medicino in dosegel doktorat. Kot zdravnik je prepotoval Etiopijo, Avstralijo, Južne otoke, se naselil v Amoju (sedaj Xiamen, Kitajska), se leta 1909 poročil z Nemko iz Frankfurta. Potres mu je porušil hišo, državljanska vojna ga pregnala na Filipine, nazadnje se je z družino preselil v Swatow, kjer je preživel 1. svetovno vojno; plima mu je tam porušila na novo postavljeni dom. Ko mu je umrla žena, je odpotoval v Frankfurt, tam pustil svoje tri sinove, sam pa se vrnil na Kitajsko in se trajno naselil v Šanghaju, kjer je spomladi 1936 obolel za malarijo in naslednje leto umrl.
Čeprav je v  angleščini napisal več znanstvenih člankov o tropskih boleznih in brošuro o gobavosti, je po prepričanju ostal Slovenec. Brez uspeha se je trudil za trgovinske zveze med Kitajsko in Kraljevino Jugoslavijo s knjigami, časopisi in darili pa je vzdrževal zveze z domovino; pridobljeno jugoslovansko državljanstvo je ohranil do smrti.